# Teorie della devianza
Le teorie della devianza nascono dalla necessità di chiarire l'origine del fenomeno della devianza. Vengono studiate nella Sociologia della devianza.
Insieme alla teoria per cui la devianza ha cause biologiche, nei primi del Novecento si affermano gli studi della Scuola di Chicago, secondo cui la devianza nasce dai cambiamenti sociali del tempo, soprattutto nelle grandi città.
Robert K. Merton pensa che la devianza nasca dalla "tensione" attraverso cui non si riesce a raggiungere il successo sociale; droghe e disturbo mentale sono perciò forme di "adattamento deviante". Teorie successive del dopoguerra cercano di capire come la società sia causa del fenomeno deviante e come si affermano le "reazioni sociali" alla devianza.